# Carl F. Liljewalch
Carl Fredrik Liljewalch, född den 7 september 1770 i Lund, död där den 12 mars 1844, var en svensk läkare och professor.

## Biografi
Carl Fredrik Liljewalch var son till rådmannen och handlanden Olof Liljewalch i Lund och Elisabeth de la Rose. Stamfadern hade varit halvfrälse och adlats utan att ätten introducerats, men efter Karl XI:s reduktion gjorde ingen släktmedlem anspråk på adelskap. Morfadern Lorens de la Rose var en framträdande och förmögen köpman i Lund. Brodern Olof Theodor Liljewalch var justitieråd och en annan bror Sewerin Magnus Liljewalch var rådman.
Femton år gammal inskrevs han vid Lunds universitet och disputerade som artonåring pro exercito för Mattias Fremling med Dissertatio philosophica de sermone natvrali, varpå han tre år senare tog läkarexamen. Liljewalch var anställd vid Lunds lasarett 1791–1808 under det att han samtidigt undervisade vid medicinska fakulteten, men i själva verket tillbringade han en stor del av de åren i Köpenhamn på Frederiks Hospital och Fødselsstiftelsen då han undervisades av Matthias Saxtorph. Drygt ett år bodde han hos kirurgen Alexis Boyer i Paris, och kom då i kontakt med Edward Jenners vaccination som börjat praktiseras där. Han disputerade 1793 för Johan Henric Engelhart med Dissertatio medico practica de ictero, promoverades året därefter till medicine doktor, och blev 1796 ledamot av Collegium medicum.
Sedan Liljewalch doktorerat ägnade han sig huvudsakligen åt obsterik, samt utbildade barnmorskor. För ändamålet öppnade han ett eget barnbördshus. Liljewalch var professor i obstetrik (barnförlossningskonst) vid Lunds universitet från 1810 och samtidigt professor i kirurgi 1812–1843. Han invaldes 1835 som ledamot av Kungliga Vetenskapsakademien. Liljewalch deltog i obduktionen av Karl August av Augustenburg.
Han gifte sig 1805 med Margareta Ulrica Munck af Rosensköld som var dotter till Petrus Munck och Ulrica Eleonora Rosenblad. Deras son Peter Olof Liljewalch var livmedikus hos kungaparet och dottern Ulrika Elisabeth Liljewalch var gift med professor Nils Henrik Lovén.
Liljewalch är begravd på Klosterkyrkogården i Lund.